# Lac de Naussac
Der Lac de Naussac ist ein Stausee am Fluss Allier in der französischen Region Languedoc-Roussillon. Er liegt in den Cevennen zwischen Mende und Le Puy-en-Velay. Das namengebende Dorf Naussac liegt direkt südlich des Sees. Der Stausee dient vor allem der konstanten Wasserführung der Loire, um auch im Sommer ausreichend Kühlwasser für die dort befindlichen Atomkraftwerke vorzuhalten. Zu diesem Zweck wird ihm auch Wasser zugeführt, das ursprünglich gar nicht über den Allier abgeflossen wäre. Der See liegt nicht im eigentlichen Lauf des Allier, sondern parallel dazu. Heute ist er auch ein beliebtes Erholungsgebiet.